# Рейносо, Хуан
Хуа́н Ма́ксимо Рейно́со Гусма́н (исп. Juan Máximo Reynoso Guzmán; род. 28 декабря 1969, Лима) — перуанский футболист, игравший на позиции защитника, и футбольный тренер.

## Клубная карьера

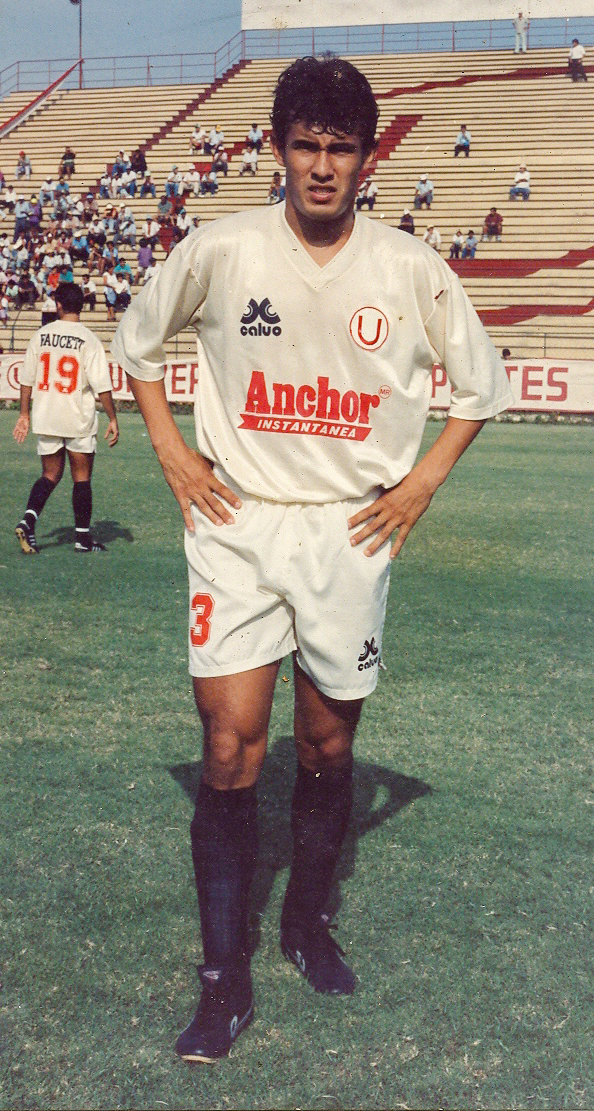
Рейносо в форме «Университарио» в 1993 году

Рейносо начинал карьеру в клубе «Альянса Лима», за который дебютировал в 1986 году. В декабре 1987 года Рейносо заработал дисквалификацию, из-за которой не отправился на выездной матч с «Депортиво Пукальпа» и избежал авиакатастрофы под Кальяо, в которой погиб почти весь состав «Альянсы». Сезон 1990/91 Хуан провёл в аренде в испанском «Сабаделе», в составе которого он сыграл в 14 матчах и занял 12-е место в Сегунде. Вернувшись из аренды, Рейносо стал основным игроком и капитаном «Альянсы».
У меня есть семья, и я хочу обеспечить своё будущее. Я бы не хотел, чтобы позже, когда я закончу с футболом, мне приходилось зарабатывать на жизнь водителем такси.
19 января 1993 года Рейносо после провальных переговоров о продлении контракта с «Альянсой» совершил противоречивый и нетипичный для того времени переход: он стал игроком принципиального соперника — «Университарио». В первый же сезон в новом клубе он выиграл первый трофей в карьере, став чемпионом Перу под руководством тренера Серхио Маркаряна.
В 1994 году Рейносо перешёл в мексиканский клуб «Крус Асуль», за который выступал до 2002 года. Защитник считался символом клуба и был капитаном команды, которая в 1997 году второй раз в истории оформила золотой хет-трик. Победа над «Леоном» в Зимнем чемпионате прервала 17-летнюю серию клуба без чемпионств. В финале Кубка Мексики «Крус Асуль» выиграл у клуба «Торос Неса» (2:0). В Кубке чемпионов Рейносо помог обыграть в финале «Лос-Анджелес Гэлакси» (5:3). Также Рейносо в составе «Крус Асуля» дошёл до финала Кубка Либертадорес в 2001 году, где команда уступила титул аргентинскому клубу «Бока Хуниорс» в серии пенальти.
Последним клубом в карьере Рейносо стала мексиканская «Некакса».

## Карьера в сборной
Рейносо провёл 84 игры за сборную Перу, забив пять мячей. Его дебютный матч состоялся 28 января 1986 года против сборной Китая (1:3) в возрасте 16 лет и 31 дня. В составе сборной Перу Рейносо принял участие в пяти розыгрышах Кубка Америки. В 2000 году он помог сборной добраться до полуфинала Золотого кубка КОНКАКАФ, где 23 февраля сыграл последний международный матч против сборной Колумбии (1:2).

### Голы за сборную
| # | Дата           | Стадион                              | Соперник  | Счёт | Результат | Соревнование                           |
| - | -------------- | ------------------------------------ | --------- | ---- | --------- | -------------------------------------- |
| 1 | 1 июля 1989    | Фонте-Нова, Салвадор, Бразилия       | Парагвай  | 2:4  | 2:5       | Кубок Америки 1989                     |
| 2 | 25 июля 1989   | Национальный стадион, Сантьяго, Чили | Чили      | 1:2  | 1:2       | Товарищеский матч                      |
| 3 | 27 июня 1993   | Олимпико Атауальпа, Кито, Эквадор    | Мексика   | 2:4  | 2:4       | Кубок Америки 1993                     |
| 4 | 2 июня 1996    | Национальный стадион, Лима, Перу     | Колумбия  | 1:1  | 1:1       | Отборочный турнир чемпионата мира 1998 |
| 5 | 10 ноября 1996 | Национальный стадион, Лима, Перу     | Венесуэла | 1:0  | 4:1       | Отборочный турнир чемпионата мира 1998 |

## Тренерская карьера
Рейносо начал тренерскую карьеру сразу по окончании игровой карьеры в 2004 году. Он остался в «Некаксе» и стал ассистентом главного тренера Рауля Ариаса, проработав на этой должности до 2006 года.
В апреле 2007 года Рейносо стал главным тренером перуанского клуба «Коронель Болоньеси». В декабре он впервые в истории сделал клуб победителем Клаусуры и вывел его в Кубок Либертадорес, где впоследствии «Коронель Болоньеси» набрал два очка и занял четвёртое место в группе с бразильским «Фламенго», уругвайским «Насьоналем» и перуанским «Сьенсиано».
В декабре 2008 года Рейносо возглавил «Университарио» на сезон 2009 года. В Кубке Либертадорес команда не смогла выйти из группы, уступив второе место мексиканскому «Сан-Луису» по разнице мячей. Зато в чемпионате Перу Рейносо впервые за девять лет привёл «Университарио» к титулу чемпионов, переиграв в финале «Альянсу». В 2010 году команда вышла в 1/8 финала Кубка Либертадорес, где в серии пенальти уступила бразильскому «Сан-Паулу». Летом Рейносо покинул «Университарио» из-за разногласий с руководством и экономической ситуации в клубе.
В августе 2010 года Рейносо сменил Луиса Фернандо Суареса на посту главного тренера клуба «Хуан Аурич» из Чиклайо. Но уже в конце года он покинул клуб из-за недовольства отказом президента Эдвина Овьедо вкладываться в усиление состава команды.
В апреле 2011 года Рейносо стал главным тренером клуба «Спортинг Кристал», но не добился с ним успехов. В Кубке Инка команда вылетела в полуфинале, проиграв будущему победителю турнира — клубу «Хосе Гальвес». В чемпионате Перу «Спортин Кристал» занял лишь 12-е место, а Рейносо подал в отставку после домашнего поражения от «Универсидад Сан-Мартин» со счётом 0:4 за два тура до окончания сезона.
В 2012 году он вернулся в Мексику, став ассистентом главного тренера «Крус Асуля» Энрике Месы, под руководством которого Рейносо играл за этот клуб в 1994—1995 годах. 2013 год он провёл в качестве главного тренера мексиканского клуба «Крус Асуль Идальго», фарм-клуба «Крус Асуля», и занял с ним предпоследнее место в лиге Ассенсо МХ — второй по уровню в системе футбольных лиг Мексики.
В январе 2014 года Рейносо вернулся в Перу и возглавил «Мельгар». Главным успехом команды под его руководством стало чемпионство в 2015 году: «Мельгар» выиграл Клаусуру, занял первое место в сводной таблице и обыграл «Спортинг Кристал» в финале. Это чемпионство пришлось на столетие клуба, произошло второй раз в истории и впервые за 34 года. В сезоне 2016 года «Мельгар» занял второе место в сводной таблице и снова встретился со «Спортинг Кристал» в финале, но на сей раз проиграл. В Кубке Либертадорес команда под руководством Рейносо занимала четвёртое место в группе и в 2016 году, и в 2017 году. В октябре 2017 года Рейносо покинул «Мельгар» и отправился в Мексику, где снова воссоединился с Энрике Месой и до 2019 года работал его ассистентом в «Пуэбле».
В марте 2019 года Рейносо стал главным тренером перуанского клуба «Реал Гарсиласо», но в августе, получив предложение из Мексики, ушёл в отставку. 23 августа было объявлено о его назначении главным тренером «Пуэблы». Рейносо проработал в клубе до конца 2020 года и был уволен после вылета в четвертьфинале турнира Защитники 2020 от «Леона».
В январе 2021 года Рейносо вернулся в «Крус Асуль», став на сей раз главным тренером команды. Он добился лучшего дебюта среди тренеров клуба за последние шесть лет, набрав 12 очков в первых шести играх. 31 мая «Крус Асуль» под руководством Рейносо выиграл чемпионат Мексики, обыграв в финале «Сантос Лагуна» со счётом 2:1 по сумме двух матчей. Это чемпионство стало девятым в истории клуба и первым за 24 года. Последний трофей «Крус Асуль» выигрывал в 1997 году, когда Рейносо был капитаном команды. Рейносо стал первым человеком, выигравшим с «цементниками» чемпионат Мексики и как игрок, и как тренер. Также он стал первым иностранным тренером-чемпионом в истории клуба. 18 июля Рейносо привёл «Крус Асуль» к победе в трофее Чемпион чемпионов Мексики, где был обыгран чемпион Апертуры «Леон» (2:1). В Апертуре 2021 «Крус Асуль» занял восьмое место и вылетел в предварительном раунде плей-офф от «Монтеррея» (1:4). В Лиге чемпионов КОНКАКАФ 2021 команда Рейносо дошла до полуфинала, где вылетела от того же «Монтеррея» (0:1, 1:4). В 2022 году «Крус Асуль» вновь дошёл до полуфинала Лиги чемпионов КОНКАКАФ, где вылетел от «УАНЛ Тигрес» (1:2, 0:0). В Клаусуре 2022 команда заняла восьмое место и вылетела в четвертьфинале от «УАНЛ Тигрес» (0:1), после чего 18 мая 2022 года Рейносо покинул клуб.
3 августа 2022 года Рейносо стал главным тренером национальной сборной Перу, сменив Рикардо Гареку.

## Достижения

### В качестве игрока
«Университарио»
- Чемпион Перу: 1993

«Крус Асуль»
- Чемпион Мексики: Зим. 1997
- Обладатель Кубка Мексики: 1996/97
- Обладатель Кубка чемпионов КОНКАКАФ (2): 1996, 1997
- Финалист Кубка Либертадорес: 2001

### В качестве тренера
«Коронель Болоньеси»
- Чемпион Перу: Клаусура 2007

«Университарио»
- Чемпион Перу: 2009

«Мельгар»
- Чемпион Перу: 2015

«Крус Асуль»
- Чемпион Мексики: Защитники Клаусура 2021
- Чемпион чемпионов: 2021

## Тренерская статистика
| Клуб                        | Начало работы               | Завершение работы           | Показатели | Показатели | Показатели | Показатели | Показатели |
| Клуб                        | Начало работы               | Завершение работы           | М          | В          | Н          | П          | %          |
| --------------------------- | --------------------------- | --------------------------- | ---------- | ---------- | ---------- | ---------- | ---------- |
| Коронель Болоньеси          | 1 апреля 2007               | 23 ноября 2008              | 56         | 21         | 16         | 19         | 037,50     |
| Университарио               | 23 декабря 2008             | 1 июля 2010                 | 80         | 38         | 23         | 19         | 047,50     |
| Хуан Аурич                  | 18 августа 2010             | 30 декабря 2010             | 17         | 8          | 3          | 6          | 047,06     |
| Спортинг Кристал            | 20 апреля 2011              | 23 ноября 2011              | 29         | 8          | 10         | 11         | 027,59     |
| Крус Асуль Идальго          | 1 января 2013               | 31 декабря 2013             | 40         | 9          | 15         | 16         | 022,50     |
| Мельгар                     | 8 января 2014               | 1 октября 2017              | 190        | 86         | 52         | 52         | 045,26     |
| Реал Гарсиласо              | 25 марта 2019               | 20 августа 2019             | 18         | 9          | 5          | 4          | 050,00     |
| Пуэбла                      | 26 августа 2019             | 5 декабря 2020              | 46         | 16         | 9          | 21         | 034,78     |
| Крус Асуль                  | 2 января 2021               | 18 мая 2022                 | 74         | 36         | 20         | 18         | 048,65     |
| Перу                        | 3 августа 2022              | 13 декабря 2023             | 14         | 4          | 3          | 7          | 028,57     |
| Итого за тренерскую карьеру | Итого за тренерскую карьеру | Итого за тренерскую карьеру | 564        | 235        | 157        | 172        | 041,67     |